# Raymond Evans
Raymond Evans   (Northam, 28 de setembre de 1939 - Perth, 7 de novembre de 1974) va ser un jugador d'hoquei sobre herba australià que va competir entre 1958 i 1973.
Com a davanter va disputar 60 partits internacionals amb Austràlia entre 1960 i 1969. Durant la seva carrera esportiva va prendre part en tres edicions dels Jocs Olímpics d'Estiu, sempre en la competició d'hoquei sobre herba. El 1960, a Roma, fou sisè en la competició d'hoquei sobre herba. Quatre anys més tard, als Jocs de Tòquio, va guanyar la medalla de bronze; i el 1968, a Ciutat de Mèxic, va guanyar medalla de plata. El 1989 fou incorporat al Western Australian Institute of Sports' Hall of Champions i el 2018 al Hall of Fame Hockey Australia.